# Kenya Grace
Kenya Grace Johnson es una cantante, compositora y productora discográfica sudafricana-británica. Es conocida por su sencillo de 2023 «Strangers», que se ubicó en el puesto número 2 en la lista de sencillos del Reino Unido. La Official Charts Company describió su voz como una combinación de PinkPantheress, Charli XCX y Piri.

## Biografía

### Primeros años de vida
Kenya Grace Johnson nació en Sudáfrica y creció en Southampton. Solía jugar hockey en Hampshire. Comenzó a escribir cuando tenía diez años y comenzó a cantar en la escuela primaria después de que le regalaran un teclado Yamaha de segunda mano. Primero desarrolló un interés por el teatro musical, antes de crecer y desarrollar un interés por la música dance, primero el dubstep. Asistió a la Academia de Música Contemporánea en Guildford, leyó por primera vez historia y literatura inglesa, pero cambió a la música después de decidir convertirse en músico, y se graduó en septiembre de 2019 con una licenciatura en composición de canciones y arte creativo. Ella le ha dado crédito a la universidad por haber curado su miedo escénico.

### 2019-2023: «Tell Me Why» y «Talk»
En 2019, lanzó «Obsessed», su primer lanzamiento, y luego «Tell Me Why», que escribió mientras estaba borracha y acababa de remar. Más tarde ese año, ella y Willow Kayne llegaron al Top 21 en ISawItFirst, una búsqueda a nivel nacional en colaboración con Capital Xtra destinada a encontrar nuevas mujeres músicas, ganando un vídeo musical para «Tell Me Why». Luego lanzó «Talk», que escribió en el dormitorio de sus padres durante el confinamiento por la pandemia de COVID-19 en el Reino Unido después de salir de una relación tóxica; Más tarde se mudó al norte de Londres, su mudanza se retrasó por la pandemia. En 2022, lanzó «Oranges», la colaboración de 3Strange «Someone Else» y la colaboración de Homebodi «Venus», y en febrero y mayo de 2023 lanzó «Afterparty Lover» y «Meteor».

### 2023-presente: «Strangers»
A finales de julio de 2023, comenzó a promocionar «Strangers», una canción de drum and bass que había escrito y producido en su dormitorio, con la intención de hacer un tema eufórico, en su cuenta de TikTok. Este clip fue visto más de 35 000 000 de veces; cuando se lanzó el 1 de septiembre de 2023 en FFRR Records, la canción tuvo un mayor éxito en la plataforma y, para el 26 de septiembre de 2023, se había utilizado en más de 570 000 videos. Promocionó la canción con ocho videos más promocionando la pista, todos los cuales fueron vistos más de 1 000 000 de veces y que normalmente la mostraban cantando la pista con sus pads de batería electrónica; la canción también se volvió viral en Instagram Reels. Una semana después de su lanzamiento, la canción entró en la lista de sencillos del Reino Unido y finalmente alcanzó el puesto número 2; al ingresar, la Official Charts Company atribuyó su éxito al renacimiento comercial del drum and bass y al dominio de las artistas femeninas (en su primera semana en las listas, los tres primeros fueron Doja Cat, Taylor Swift y Olivia Rodrigo). El 15 de septiembre de 2023, lanzó un remix «más lento y triste» de la canción, y tres semanas después, lanzó un sencillo adicional, «Only in My Mind», después de haber mostrado la pista en las redes sociales.

## Influencias
Ha afirmado que su mayor inspiración es Banks; también se inspira en Flume y Nao, y escribe sus discos instrumentales primero. Al ingresar a la lista de singles del Reino Unido, Official Charts Company describió su voz como una combinación de PinkPantheress, Charli XCX y Piri.